# العلاقات المالديفية الكازاخستانية
العلاقات المالديفية الكازاخستانية هي العلاقات الثنائية التي تجمع بين المالديف وكازاخستان.

## مقارنة بين البلدين
هذه مقارنة عامة ومرجعية للدولتين:
| وجه المقارنة                                              | [[تصنيف:صفحات تستخدم رمز علم غير موجود\|]] المالديف | كازاخستان                      |
| --------------------------------------------------------- | --------------------------------------------------- | ------------------------------ |
| المساحة (كم2)                                             | 298                                                 | 2.72 مليون                     |
| عدد السكان (نسمة)                                         | 436.33 ألف                                          | 17.95 مليون                    |
| الكثافة السكانية (ن./كم²)                                 | 146.42 ألف                                          | 6.6                            |
| العاصمة                                                   | ماليه                                               | نور سلطان                      |
| اللغة الرسمية                                             | اللغة الديفهي                                       | اللغة القازاقية، اللغة الروسية |
| العملة                                                    | روفيه مالديفية                                      | تينغ كازاخستاني                |
| الناتج المحلي الإجمالي (بليون دولار)                      | 4.60 مليار                                          | 159.41 مليار                   |
| الناتج المحلي الإجمالي (تعادل القوة الشرائية) بليون دولار | 5.23 مليار                                          | 439.39 مليار                   |
| الناتج المحلي الإجمالي الاسمي للفرد دولار أمريكي          | 8.39 ألف                                            | 10.51 ألف                      |
| الناتج المحلي الإجمالي للفرد دولار أمريكي                 | 12.53 ألف                                           | 24.23 ألف                      |
| مؤشر التنمية البشرية                                      | 0.706                                               | 0.788                          |
| رمز المكالمات الدولي                                      | +960                                                | +7                             |
| رمز الإنترنت                                              | .mv                                                 | .kz، .қаз ‏                     |
| المنطقة الزمنية                                           | ت ع م+05:00                                         | ت ع م+05:00، ت ع م+06:00       |

## منظمات دولية مشتركة
يشترك البلدان في عضوية مجموعة من المنظمات الدولية، منها:
| علم المنظمة | اسم المنظمة                        | تاريخ انضمام المالديف | تاريخ انضمام كازاخستان |
| ----------- | ---------------------------------- | --------------------- | ---------------------- |
|             | منظمة التعاون الإسلامي             | ?                     | ?                      |
|             | البنك الدولي للإنشاء والتعمير      | 13 يناير 1978         | 23 يوليو 1992          |
|             | بنك التنمية الآسيوي                | 1978                  | 1994                   |
|             | يونسكو                             | 18 يوليو 1980         | 22 مايو 1992           |
|             | وكالة ضمان الاستثمار متعدد الأطراف | 19 مايو 2005          | 12 أغسطس 1993          |
|             | الاتحاد البريدي العالمي            | ?                     | ?                      |
|             | الاتحاد الدولي للاتصالات           | 28 فبراير 1967        | 23 فبراير 1993         |
|             | مؤسسة التمويل الدولية              | 2 فبراير 1983         | 30 سبتمبر 1993         |
|             | منظمة الشرطة الجنائية الدولية      | ?                     | ?                      |
|             | الأمم المتحدة                      | 21 سبتمبر 1965        | 2 مارس 1992            |
|             | مؤسسة التنمية الدولية              | 13 يناير 1978         | 23 يوليو 1992          |
|             | منظمة حظر الأسلحة الكيميائية       | ?                     | ?                      |

## وصلات خارجية
- موقع وزارة الخارجية المالديفية
- موقع وزارة الخارجية الكازاخستانية